# Carmudi

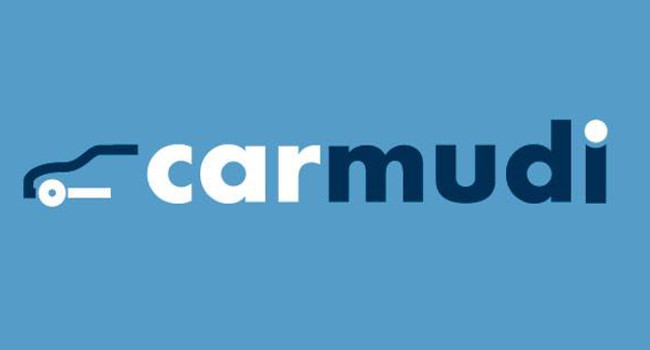
Carmudi Logo

Carmudi hoạt động như một sàn giao dịch trực tuyến hiện đại, kết nối những người muốn mua xe mới hoặc xe đã qua sử dụng với những cá nhân chủ xe hay các đại lý xe đang muốn bán xe mới hoặc xe cũ. Carmudi cũng là một chuyên trang xe cộ đa quốc gia đang ngày càng mở rộng dành cho những người mua và bán xe cộ tại các thị trường mới nổi với các văn phòng hoạt động tại Mexico, Bangladesh, Myanmar, Pakistan, Philippines, Indonesia, Việt Nam, Nigeria, Ghana, Các Tiểu Vương Quốc Ả Rập Thống Nhất và Cameroon. Công ty đã tập hợp hàng nghìn xe mới, cũ và đã qua sử dụng có chứng nhận từ các đại lý xe và người bán cá nhân. Carmudi không chỉ là một chuyên trang mua bán xe cộ trực tuyến nơi mà người bán có thể liệt kê các xe hơi, xe máy và xe thương mại của họ mà còn cung cấp cho người mua những thông tin được hệ thống về phê bình xe, những lời khuyên khi mua bán xe hay các vấn đề khác có liên quan tới xe cộ. 
Carmudi được thành lập tại Đức năm 2013 và trước đó đã hoạt động dưới thương hiệu Carmido (Châu Phi), Ubiauto (Châu Mỹ Latin) và Motors (Châu Á).

## Lịch sử
Carmudi được thành lập tại Đức vào năm 2013. Carmudi đã hợp nhất Carmido (Nigeria), Ubilista (Mexico) và Motors.com (Myanmar) thành một công ty bao trùm hồi tháng 10 năm 2013  trong khi Motors.com vẫn hoạt động dưới cái tên motors.com.mm. Hiện nay Carmudi đang được lãnh đạo bởi Stefan Haubold, Erwin Sikma và Fritz Simons. Công ty cũng nhận được sự hậu thuẫn từ Rocket Internet, công ty tự xưng là "vườn ươm" cho các công ty trực tuyến lớn nhất thế giới.

## Hoạt động
Tháng 10/2013, Carmudi bắt đầu hoạt động tại một loạt các khu vực khác nhau ở Châu Á, Châu Phi và Châu Mỹ Latin.
Trong năm 2014, Carmudi cho ra mắt các dự án tại Việt Nam, Indonesia, Philippines, Pakistan, Cameroon and the Các Tiểu Vương Quốc Ả Rập Thống Nhất. Chuyên trang trực tuyến này hiện đang hoạt động ở hơn 10 quốc gia trên toàn thế giới.

## Sản phẩm dịch vụ
Carmudi cho phép khách hàng tìm mua hoặc bán xe hơi, xe máy hay xe thương mại của họ trên mạng.

## Phiên bản di động
Tháng 3/2014, Carmudi cho ra mắt website phiên bản dành cho các thiết bị di động.